# Myriostephes asphycta
Myriostephes asphycta is een vlinder van de familie van de grasmotten (Crambidae), uit de onderfamilie van de Spilomelinae. De wetenschappelijke naam van deze soort is voor het eerst voorgesteld als Metasia asphycta door Alfred Jefferis Turner in een publicatie uit 1915.
De soort komt voor in Australië (Noordelijk Territorium).